# Приморский климат (фильм)
«Приморский климат» — советский фильм, снимавшийся в 1974 году на Рижской киностудии режиссёром Роландом Калныньшем, съёмки фильма были остановлены, оставшийся материал режиссёр в 1992 году смонтировал и представил как авторскую артхаусную короткометражку.

## Сюжет
На пляже Эрик, рабочий-газовщик газовой конторы, выдавая себя за главного инженера обувной фабрики, встречает красивую девушку по имени Дайна, которая оказывается новым инженером газовой конторы… 

## В ролях
- Регина Разум — Дайна
- Ивар Калниньш — Эрик
- Дзинтарс Вейтс — Харийс
- Петрис Лиепиньш — Гунтис
- Велта Страуме — Марга
- Улдис Думпис — Дунде
- Арнольд Лининьш — Литенко
- Роландс Загорскис — Залитис
- Миервалдис Озолиньш — Курмис
- Светлана Блесс — Узтупе
- Эльза Радзиня — Яутрите Пуце
- Анда Зайце — Илария
- Улдис Паузерс — художник Хофпетерс
- Ансис Эпнерс — писатель Граве
- Эдгар Лиепиньш — эпизод
- Хельга Данцберг — эпизод
- Мирдза Мартинсоне — эпизод
- Юрис Стренга — эпизод
- Лига Лиепиня — эпизод

## Съёмки
Съёмки велись летом 1974 года, когда отснятый материал был показан в Государственном комитете СССР по кинематографии в Москве, там было рекомендовано изменить его стилистику.

и, честно говоря, насколько компактно весь отснятый материал будет держаться вместе, насколько органичной будет единица формы и содержания, это все еще было заметным вопросом в течение следующих нескольких месяцев съемок ленты.
Оригинальный текст (эст.)un, būsim atklāti, — cik kompakti viss uzņemtais materiāls turētos kopā, cik organiska būtu formas un satura vienība, tas vēl bija vērā ņemams vairāku nākamo lentesuzņemšanas mēnešu jautājums.
Во втором полугодии работа была продолжена, но из-за сломанного носа главного исполнителя приостановлена, в конце года был издан приказ о прекращении съёмок и списании расходов в убыток.
Из отснятого материала сохранилось 870 м киноплёнки (на около 20 минут). В 1992 году режиссёр Роландс Калниньш отредактировал сохранившийся материал в виде короткометражки.

## Критика
фильм «Приморский климат», который поразил реалистичные 70-е годы своей абсурдно гротескной стилистикой
Оригинальный текст (эст.)filmas «Piejūras klimats» (1974), kas ar savu absurdi grotesko stilistiku pārsteidza reālistisko 70.
— Латвийская энциклопедия, 2002

есть действительно свежий кинематографический язык, играющий с визуальной обусловленностью, абсурдом, фарсом и непредсказуемостью
Оригинальный текст (эст.)ir patiešām svaiga kino valoda, kas spēlējas ar vizuālo nosacītību, absurdu, farsu un neparedzamību
— киновед Агнесе Логина, газета «Latvijas Avīze», 2021 год